# Jean Balthazar
Jean Balthazar, född 6 mars 2019, är en fransk varmblodig travhäst. Han tränas av Pascal Castel och rids av Guillaume Martin.
Jean Balthazar började tävla i april 2022 och inledde med en fjärdeplats för att sedan ta sin första seger i trettonde starten. Han har hittills sprungit in 938 320 euro på 52 starter, varav 10 segrar, 11 andraplatser och 4 tredjeplatser. Han har tagit karriärens hittills största seger i Prix des Centaures (2025).
Han har även vunnit Prix Bellino II (2023), Prix Henri Ballière (2023), Prix Camille de Wazières (2023), Prix Camille Blaisot (2024), Prix Paul Bastard (2024) och på andraplats i Prix Réne Palyart (2023), Prix Legoux-Longpre (2023), Prix des Élites (2023), Prix Philippe du Rozier (2023), Prix des Centaures (2024), Prix Jean Gauvreau (2024), Prix de Normandie (2024), Prix Xavier de Saint Palais (2024) och på tredjeplats i Prix du Président de la République (2023), Prix Victor Cavey (2024), Prix Léon Tacquet (2025) och Prix de l'Île-de-France (2025).

## Statistik
| Statistik för Jean Balthazar (Ref.) | Statistik för Jean Balthazar (Ref.) | Statistik för Jean Balthazar (Ref.) | Statistik för Jean Balthazar (Ref.) | Statistik för Jean Balthazar (Ref.) | Statistik för Jean Balthazar (Ref.) |
| ----------------------------------- | ----------------------------------- | ----------------------------------- | ----------------------------------- | ----------------------------------- | ----------------------------------- |
| Starter                             | Placeringar                         | Startprissumma                      | Segerprocent                        | Platsprocent                        | Rekord                              |
| 52                                  | 10-11-4                             | 938 320 euro                        | 19 %                                | 48 %                                | 1.10,5ak,                           |

### Större segrar
| År   | Lopp                     | Kusk               | Vinstbelopp | Grupp   |
| ---- | ------------------------ | ------------------ | ----------- | ------- |
| 2023 | Prix Bellino II          | Alexandre Abrivard | 40 500 EUR  | Grupp 3 |
| 2023 | Prix Henri Ballière      | Yoann Lebourgeois  | 54 000 EUR  | Grupp 2 |
| 2023 | Prix Camille de Wazières | Alexandre Abrivard | 54 000 EUR  | Grupp 2 |
| 2024 | Prix Camille Blaisot     | Benjamin Rochard   | 54 000 EUR  | Grupp 2 |
| 2024 | Prix Paul Bastard        | Benjamin Rochard   | 54 000 EUR  | Grupp 2 |
| 2025 | Prix des Centaures       | Guillaume Martin   | 108 000 EUR | Grupp 1 |